# 紀元前55年
紀元前55年（きげんぜん55ねん）は、ローマ暦の年である。

## 他の紀年法
- 干支 : 丙寅
- 日本
  - 崇神天皇43年
  - 皇紀606年
- 中国
  - 前漢 : 五鳳3年
- 朝鮮
  - 新羅 : 赫居世3年
  - 檀紀2279年
- 仏滅紀元 : 489年
- ユダヤ暦 : 3706年 - 3707年

## できごと

### ローマ
- 執政官のマルクス・リキニウス・クラッススとグナエウス・ポンペイウスは、パルティアを侵略するため、クラッススにシリアを5年間与えるという内容の法律Lex Treboniaを制定した。
- ガリア戦争
  - 5月 - ガイウス・ユリウス・カエサルがゲルマン人の軍を倒し、ムーズ県とライン川の付近で43万人にも上る女性や子供を虐殺した。
  - 6月 - カエサルはボン付近でライン川を渡った。

### ブリタンニア
- 8月22日又は8月26日 - ブリタンニアが敵であるガリアに援助を送ったため、カエサルはブリタニアン侵攻を命令した。悪天候とガリアでの反乱により、遠征の成果はほとんどなかったが、遠征隊が安全にガリアに戻ってくると、元老院は20日間に及ぶ感謝祭を行った。

### パルティア
- シリア属州総督アウルス・ガビニウスに支援され、パルティアの王座を要求するミトリダテス3世は、セレウキアの戦いでオロデス2世に率いられたスュレナに敗れた。

## 死去
- ベレニケ4世、古代エジプトの女王（* 紀元前77年）
- ルクレティウス、ローマの哲学者（* 紀元前99年頃）
- ティグラネス2世、アルメニア王（* 紀元前140年）